# Giuliano Kamberaj
Giuliano Kamberaj (Trento, Italia, 30 de mayo de 1994) es un ciclista profesional albano.

## Palmarés
2014 (como amateur)
- Campeonato de Albania en Ruta
- 2.º en el Campeonato de Albania Contrarreloj

2017 (como amateur)
- 1 etapa del Tour de Albania

2018 (como amateur)
- 1 etapa del Memorial Manuel Sanroma[1]
- 1 etapa del Tour de Albania